# 直立点地梅
直立点地梅（学名：Androsace erecta）为报春花科点地梅属下的一个种。

## 扩展阅读
- 維基物種上的相關：直立点地梅